# Jordan Houghton
Jordan Alexander Houghton (Chertsey, 5 novembre 1995) è un calciatore inglese, centrocampista del Plymouth.

## Carriera
Cresciuto nel settore giovanile del Chelsea, con cui ha vinto una FA Youth Cup, il 20 luglio 2015 si trasferisce in prestito, fino al successivo mese di gennaio, al Gillingham, con cui inizia la carriera professionistica. Il 10 marzo 2016 passa, fino al termine della stagione, al Plymouth; il 6 agosto seguente viene ceduto al Doncaster, subendo tuttavia un infortunio al ginocchio nel mese di febbraio che gli fa concludere in anticipo la stagione. Rientrato quindi al Chelsea, il 31 agosto 2017 viene nuovamente ceduto in prestito al Doncaster, con cui resta fino al termine della stagione.
Il 6 luglio 2018 viene tesserato con un biennale dal 
MK Dons; dopo aver conquistato la promozione in League One, rinnova per un'ulteriore stagione con il club. Il 25 giugno 2021, rimasto svincolato, firma con il Plymouth, tornando così ai Pilgrims cinque anni dopo la precedente esperienza. Dopo che la squadra ha vinto il campionato di League One, il 2 giugno 2023 prolunga fino al 2025.

## Statistiche

### Presenze e reti nei club
Statistiche aggiornate al 13 maggio 2025.
| Stagione         | Squadra          | Campionato       | Campionato | Campionato | Coppe nazionali | Coppe nazionali | Coppe nazionali | Coppe continentali | Coppe continentali | Coppe continentali | Altre coppe | Altre coppe | Altre coppe | Totale | Totale | Totale |
| Stagione         | Squadra          | Comp             | Pres       | Reti       | Comp            | Pres            | Reti            | Comp               | Pres               | Reti               | Comp        | Pres        | Reti        | Pres   | Reti   |        |
| ---------------- | ---------------- | ---------------- | ---------- | ---------- | --------------- | --------------- | --------------- | ------------------ | ------------------ | ------------------ | ----------- | ----------- | ----------- | ------ | ------ | ------ |
| 2015-gen. 2016   | Gillingham       | FL1              | 11         | 1          | FACup+CdL       | 1+2             | 0               | -                  | -                  | -                  | FLT         | 1           | 0           | 15     | 1      |        |
| mar.-giu. 2016   | Plymouth         | FL2              | 10         | 1          | FACup+CdL       | -               | -               | -                  | -                  | -                  | FLT         | -           | -           | 10     | 1      |        |
| 2016-feb. 2017   | Doncaster        | FL2              | 32         | 1          | FACup+CdL       | 0+1             | 0               | -                  | -                  | -                  | EFLT        | 3           | 0           | 36     | 1      |        |
| 2017-2018        | Doncaster        | FL1              | 37         | 0          | FACup+CdL       | 2+1             | 1+0             | -                  | -                  | -                  | EFLT        | 0           | 0           | 40     | 1      |        |
| Totale Doncaster | Totale Doncaster | Totale Doncaster | 69         | 1          |                 | 4               | 1               |                    | -                  | -                  |             | 3           | 0           | 76     | 2      |        |
| 2018-2019        | MK Dons          | FL2              | 44         | 2          | FACup+CdL       | 1+2             | 0               | -                  | -                  | -                  | EFLT        | 1           | 0           | 48     | 2      |        |
| 2019-2020        | MK Dons          | FL1              | 30         | 2          | FACup+CdL       | 1+1             | 0               | -                  | -                  | -                  | EFLT        | 4           | 0           | 36     | 2      |        |
| 2020-2021        | MK Dons          | FL1              | 19         | 0          | FACup+CdL       | 1+1             | 0               | -                  | -                  | -                  | EFLT        | 2           | 0           | 23     | 0      |        |
| Totale MK Dons   | Totale MK Dons   | Totale MK Dons   | 93         | 4          |                 | 7               | 0               |                    | -                  | -                  |             | 7           | 0           | 107    | 4      |        |
| 2021-2022        | Plymouth         | FL1              | 42         | 1          | FACup+CdL       | 5+2             | 0               | -                  | -                  | -                  | EFLT        | 1           | 0           | 50     | 1      |        |
| 2022-2023        | Plymouth         | FL1              | 44         | 0          | FACup+CdL       | 0+1             | 0               | -                  | -                  | -                  | EFLT        | 5           | 0           | 50     | 0      |        |
| 2023-2024        | Plymouth         | FLC              | 40         | 0          | FACup+CdL       | 1+1             | 0               | -                  | -                  | -                  | -           | -           | -           | 42     | 0      |        |
| 2024-2025        | Plymouth         | FLC              | 30         | 0          | FACup+CdL       | 1+1             | 0               | -                  | -                  | -                  | -           | -           | -           | 32     | 0      |        |
| Totale Plymouth  | Totale Plymouth  | Totale Plymouth  | 166        | 2          |                 | 12              | 0               |                    | -                  | -                  |             | 6           | 0           | 184    | 2      |        |
| Totale carriera  | Totale carriera  | Totale carriera  | 339        | 8          |                 | 26              | 1               |                    | -                  | -                  |             | 17          | 0           | 382    | 9      |        |

## Palmarès

### Club

#### Competizioni giovanili
- FA Youth Cup: 1

Chelsea: 2013-2014

#### Competizioni nazionali
- Football League One: 1

Plymouth: 2022-2023